# Arthur Guindon
Arthur Guindon, (Pierre-Adolphe-Arthur Guindon), né à Saint-Polycarpe, Québec, Canada le 12 janvier 1864 et mort à Montréal le 26 juillet 1923, est un membre de la Compagnie des prêtres de Saint-Sulpice qui a aussi été poète, peintre, dessinateur, instituteur, amateur d’histoire et d’ethnographie.

## Biographie

### Enfance
Arthur Guindon est né à Saint-Polycarpe, une petite ville de la région du Haut-Saint-Laurent, au sud-ouest de Montréal. Il était le huitième d’une famille de onze enfants. Il était le fils de Michel Guindon (1816-1881) et de Marie-Louise Bézénaire (1827-1915). Son père, autrefois marchand à Ruisseau Saint-Hyacinthe puis à Williamstown (Haut-Canada), était cultivateur et juge de paix. 
Nous connaissons très peu de choses de l’enfance d’Arthur Guindon. Il habitait sur la terre familiale et il a probablement fréquenté l’école du village. Ses parents le destinaient à des études plus poussées.

### Études
Le 27 janvier 1881, son père meurt d’une crise cardiaque lors d’une assemblée politique qu’il animait à Coteau-Landing. Ceci n’a pas empêché Arthur de commencer des études au Collège de Montréal dès l’automne 1881. Or, il dut les interrompre au printemps suivant car les besoins sur la ferme familiale étaient importants. Une tradition orale au sein de la Compagnie des Prêtres de Saint-Sulpice prétend qu’il aurait été bûcheron avant sa prêtrise.On peut croire qu’il a travaillé quelques années dans les chantiers forestiers pendant l’hiver pour y recueillir un salaire d’appoint qu’il versait peut-être en partie à sa famille.
Arthur retourne au Collège de Montréal à l’automne 1885. Il termine son cours classique au printemps 1890. Il était un étudiant studieux et particulièrement doué car il a récolté de nombreux prix dont la médaille d’argent du Gouverneur général du Canada en discours français (1890). Il a pu faire des études en partie grâce à son cousin sulpicien, William Leclair, qui a payé une partie de ses frais de pension.

### Saint-Sulpice
Attiré par la vie religieuse, Arthur Guindon s’inscrit au Séminaire de Philosophie en 1890, puis en 1891 au Grand Séminaire de Montréal. Au sein de cette dernière institution, il se prépare à devenir prêtre. En 1894, il manifeste son désir d’entrer dans la Compagnie des Prêtres de Saint-Sulpice. Toutefois, il est atteint d’une surdité précoce dégénérative qui menace son plan de carrière. Les Sulpiciens ont quand même accepté de le recevoir dans leur communauté. En 1895, il part pour la France pour aller parfaire sa formation à Issy-les-Moulineaux et devenir Sulpicien. Il étudie la physique une année à l’Institut catholique de Paris (1895-1896). 
Il est ordonné prêtre à Paris par Mgr Jourdan de la Passardière le 21 septembre 1895, à la chapelle du Séminaire des Missions étrangères. En 1897, il est de retour à Montréal.
Devenu Sulpicien, Arthur Guindon est nommé professeur de mathématiques au Collège de Montréal en septembre 1897. Toutefois, sa surdité s’alourdit et il doit renoncer à l’enseignement dès l’année suivante. On le nomme alors économe du collège, poste qu’il occupe jusqu’en 1906. De 1906 à 1908, il est nommé procureur provincial adjoint, puis de 1908 à 1913, nous le retrouvons économe provincial. Enfin, de 1906 jusqu’à 1923, il occupe le poste de vicaire de la paroisse Notre-Dame. Il aidait le curé dans ses fonctions, notamment aux sépultures du cimetière Notre-Dame-de-la-Côte-des-Neiges.
Arthur Guindon était un passionné de la nature. Il acquiert au mois de juillet 1912 un large domaine dans les Laurentides, au lac Gémont. Il y passe l’essentiel de ses vacances estivales. En 1919, n’arrivant plus à supporter seul l’entretien de ce vaste domaine, il vend une partie de sa propriété à des confrères sulpiciens qui s’associent pour faire du Lac Gémont un lieu de vacances à l’usage des séminaristes pauvres.

### Décès
Arthur Guindon meurt d’un arrêt cardiaque le 26 juillet 1923, alors qu’il s’apprêtait à partir pour ses vacances annuelles dans les Laurentides.

## Œuvres
Arthur Guindon s’intéressait à l’histoire, à l’art et la littérature. La poésie et la peinture étaient pour lui une façon d’exprimer son amour de l’histoire et de la patrie. 

### Œuvres littéraires
Il a publié en 1920 une étude sur les sociétés et l’univers mythologique des Amérindiens intitulée En Mocassins. L’ouvrage est composé de deux parties distinctes. La première partie consiste en une étude des sociétés et de la culture des sociétés iroquoiennes et algonquiennes. La seconde partie, de loin la plus originale, est un recueil de poésie dont les thèmes sont puisés à même les mythes et les légendes autochtones. L’ensemble de l’œuvre est illustrée de ses dessins et de ses peintures. 
En 1922, il publie Aux temps héroïques, recueil de poésie illustré traitant d’épisodes de l’histoire de la Nouvelle-France, puis de contes et de légendes du Canada français. Arthur Guindon y mêle différents genres, l’épopée, la tragédie, voire la comédie. Deux poèmes, « Le Château Ramezay » et « Le Vieux cadran du Séminaire », sont davantage une réflexion sur le passage du temps et le passé.
Dans Les trois combats du Long-Sault (1923), Arthur expose le fruit de ses recherches historiques sur trois batailles historiques qui ont eu lieu au Long-Sault. Ses investigations sur le terrain à l’été 1910 lui auraient même permis de situer avec exactitude le site du Long-Sault. Le fruit de ses recherches a été également exposé dans le journal Le Devoir du 6 août 1910 et dans L’Action-française de juin 1918.

- En Mocassins (1920)
- Aux temps héroïques (1922)
- Les trois combats du Long-Sault (1923)
- Le départ des Braves du Long-Sault : chant patriotique, (en collaboration avec A. de Liercourt, date inconnue)

### Œuvres picturales
L’œuvre picturale connue d’Arthur Guindon comprend 40 œuvres, plus précisément 14 huiles sur toiles et 26 dessins. L’ensemble de son œuvre est conservée dans la collection des Prêtres de Saint-Sulpice de Montréal.
Arthur Guindon était probablement autodidacte; on ne lui connaît pas de formation spécifique pour le dessin et la peinture et il aurait appris son art par ses propres moyens. Les œuvres d’Arthur Guindon ne sont pas particulièrement novatrices d’un point de vue formel et technique; leur originalité réside surtout dans les thèmes illustrés et la composition, qui témoignent de l’imagination débordante de l’artiste.
« Il est clair que Arthur Guindon a utilisé des matériaux de premier choix pour l’époque et qu’il a pensé à la pérennité de ses huiles et de ses illustrations. »

#### Corpus inspiré par les cultures et mythologies amérindiennes

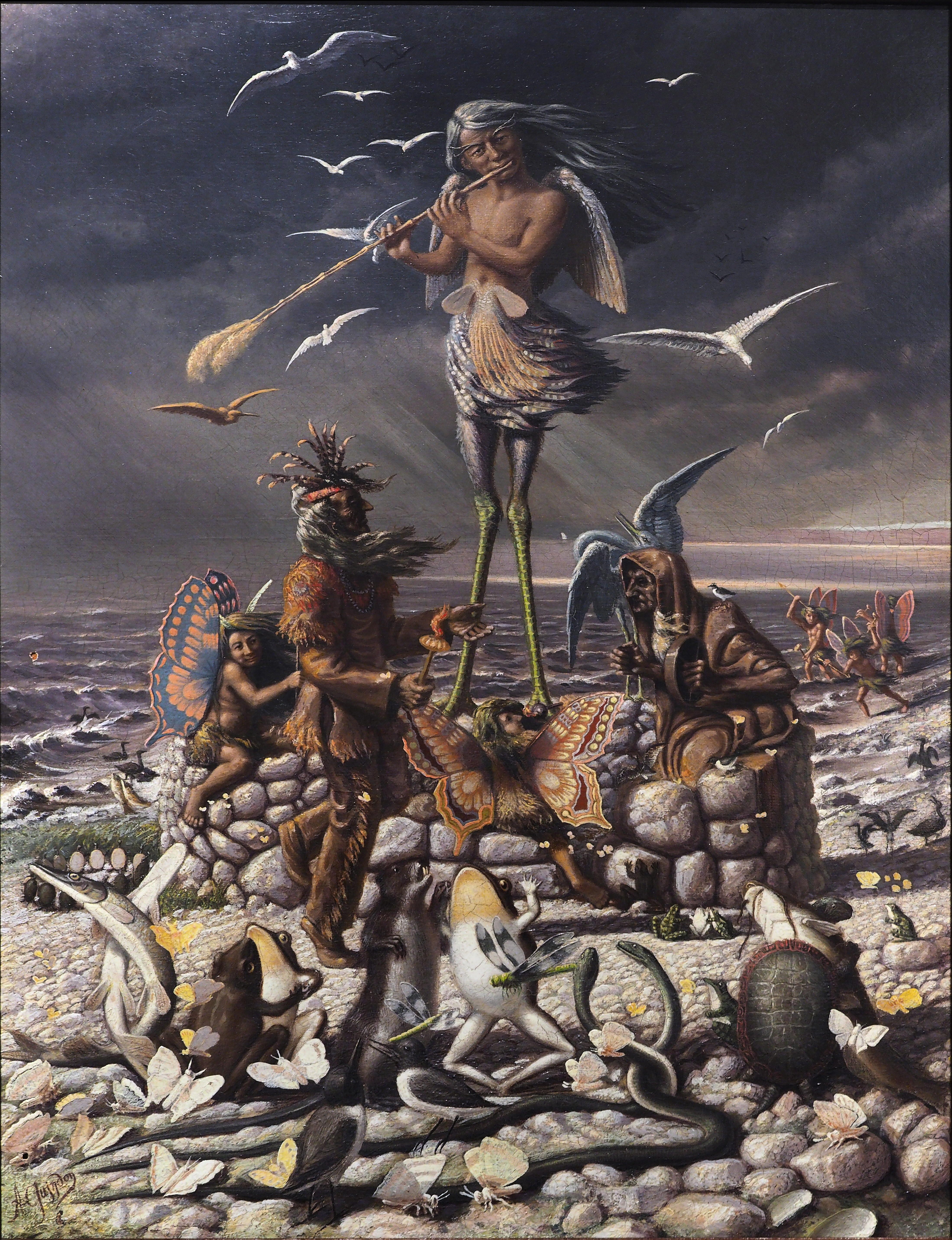
Le tableau Le Génie du Lac des Deux-Montagnes (c. 1920, Huile sur toile, Collection des Prêtres de Saint-Sulpice de Montréal, aussi appelé Le Concert d’Oka), qui fait écho au poème du même nom dans le recueil En Mocassins, se démarque au sein de cette production, puisqu’il n’est pas directement inspiré d’une légende amérindienne. Considéré à juste titre comme le chef-d’œuvre d’Arthur Guindon, le tableau présente le génie Oka, un être avec un buste d’homme et des jambes de héron, qui convie hommes, animaux et créatures fantastiques à un concert enchanteur. Certaines créatures représentées sont clairement inspirées par la mythologie algonquienne, mais le génie semble être issu de l’imagination de l’artiste.

Une part importante des œuvres picturales d’Arthur Guindon prend pour inspiration l’imaginaire amérindien. Vingt-et-une peintures ou dessins dépeignent des scènes inspirées par des mythes iroquois ou algonquiens. Il s’agit généralement de légendes et de figures connues du folklore amérindien. On retrouve par exemple un dessin d’Aataentsic (Attahentsic, visiteuse nocturne, c. 1910-1920, Graphite et fusain sur papier, Collection des Prêtres de Saint-Sulpice de Montréal), une figure importante chez les peuples iroquoiens qui la considèrent comme l’aïeule de l’humanité. Il dépeint également Attotarho, la figure surhumaine à l’origine de la confédération iroquoise des Cinq-Nations (Le Monstre chantant, c. 1910-1923, Huile sur toile, Collection des Prêtres de Saint-Sulpice de Montréal).
Les mythes iroquoiens occupent une grande part du corpus d’œuvres inspiré par les cultures amérindiennes. On retrouve ainsi différentes créatures qui peuplent les histoires transmises chez les Hurons et les Iroquois, tels que des géants aux armures de pierre (Le Fléau des Géants, c. 1910-1923, Huile sur toile, Collection des Prêtres de Saint-Sulpice de Montréal), des têtes volantes (Le Fléau des Têtes, c. 1910-1923, Huile sur toile, Collection des Prêtres de Saint-Sulpice de Montréal), et des serpents géants (Le Serpent foudroyé et Le Bicéphale et la flèche enchantée, c. 1910-1923, Huiles sur toile, Collection des Prêtres de Saint-Sulpice de Montréal).
D’autres œuvres s’inspirent plutôt de récits transmis chez les peuples algonquiens. La Fiancée du Manitou épiée par sa mère (c. 1910-1920, Graphite et fusain sur papier, Collection des Prêtres de Saint-Sulpice de Montréal), dont le sujet est tiré d’une légende ojibwée, montre une jeune fille séduite par un manitou de la forêt. Un récit algonquien inspire Le chant de mort de Cogomis (c. 1910-1920, Graphite et fusain sur papier, Collection des Prêtres de Saint-Sulpice de Montréal), qui représente une vieille femme abandonnée par ses fils.
Le tableau Le Génie du Lac des Deux-Montagnes est considéré comme le chef-d’œuvre d’Arthur Guindon (voir photo).

#### Corpus inspiré par l’histoire de la Nouvelle-France et les légendes du Canada français

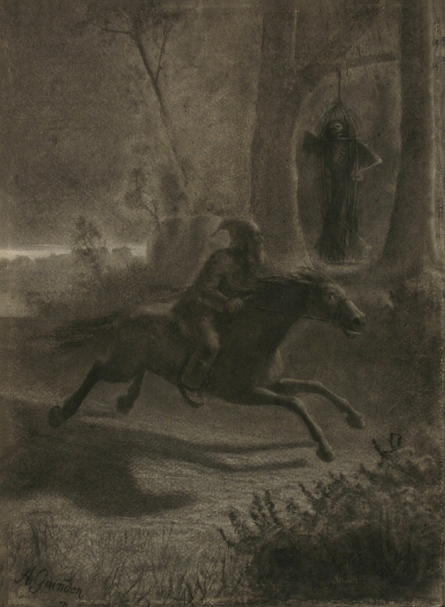
La Corriveau, par Arthur Guindon, v. 1910-1923

Arthur Guindon était aussi inspiré par l’histoire des Canadiens français, comme en font foi les dessins et huiles sur toile qui illustrent son recueil Aux temps héroïques. À l’instar d’autres écrivains et artistes canadiens de son époque, il a utilisé son art pour célébrer les vertus et les exploits des premiers colons de l’Amérique française.
Plusieurs œuvres prennent pour sujet des personnages historiques marquants de la Nouvelle-France. Jeanne Mance (Jeanne, avec enjoûment : « J’en attrape encore une », c. 1910-1922, Graphite et fusain sur papier, Collection des Prêtres de Saint-Sulpice de Montréal), Marguerite Bourgeoys (La forêt symbolique a pour elle des charmes, c. 1910-1922, Graphite, fusain et craie sur papier, Collection des Prêtres de Saint-Sulpice de Montréal) et Lambert Closse (Lambert Closse, c. 1910-1922, Huile sur toile, Collection des Prêtres de Saint-Sulpice de Montréal) sont ainsi dépeints par Arthur Guindon.
L’expédition de Dollard des Ormeaux et la bataille du Long-Sault lui inspirent également plusieurs œuvres picturales (Le Départ des Braves du Long-Sault, c. 1910-1922, Fusain et encre de chine sur papier; Et bientôt l’on s’endort sous le rameau qui penche, c. 1910-1922, Graphite, fusain et pastel sur papier; La bataille du Long-Sault, c. 1910-1922, Huile sur toile, Collection des Prêtres de Saint-Sulpice de Montréal).
Féru d’histoire, Arthur Guindon s’intéressait aussi à l’univers plus fantastique des légendes canadiennes françaises. On retrouve parmi ses dessins des épisodes tirés de légendes connues telles que la Corriveau (La Corriveau, c. 1910-1923, Graphite et fusain sur papier, Collection des Prêtres de Saint-Sulpice de Montréal) ou celle du «  Noyeux » du Récollet (Trois siècles ont vu là sa mine pénitente, c. 1910-1922, Graphite et fusain sur papier, Collection des Prêtres de Saint-Sulpice de Montréal), une légende que l’on retrouve entre autres dans les récits de Joseph-Charles Taché. Il s’intéresse aussi à d’autres légendes moins connues comme celle de la tête de Jean de Saint-Père (Tu peux nous menacer, ô tête…, c. 1910-1922, Graphite, fusain et pastel sur papier, Collection des Prêtres de Saint-Sulpice de Montréal) ou celle du coureur des bois Jean Cadieux (Il reste là, malade, et se nourrit d’écorce…, c. 1910-1922, Graphite et fusain sur papier, Collection des Prêtres de Saint-Sulpice de Montréal).

## Hommages
« On ne peut qu’être surpris que ce créateur de génie ne fasse pas partie du groupe des peintres les plus connus de l’histoire de l’art au Québec. »

— Robert Lafontaine, revue Magazin’Art #122 Hiver 2019